# Mahmud Begada

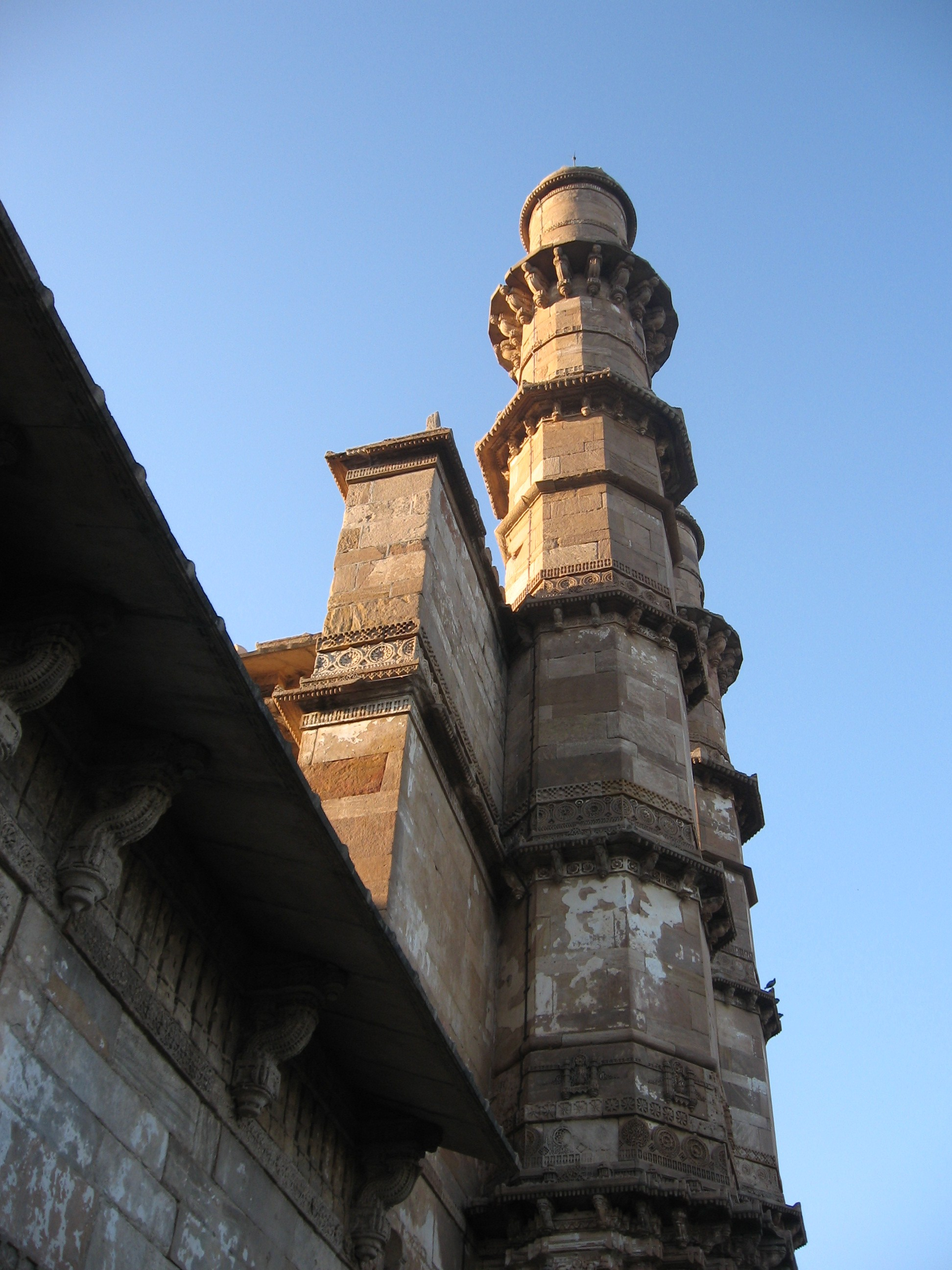
Minaretes de la mezquita Jami Masjid, en Champaner.

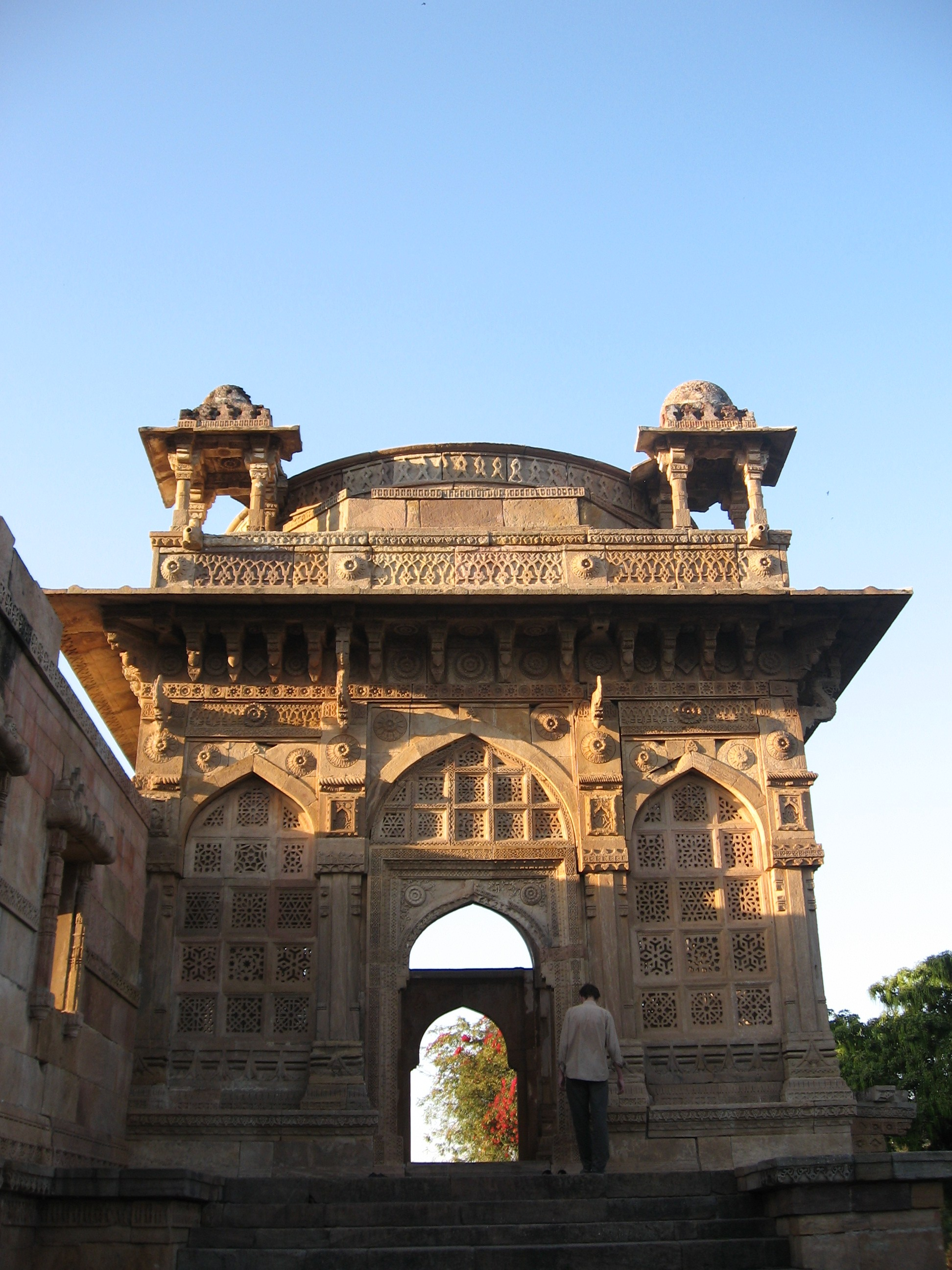
Fachada de la Jami Masjid.

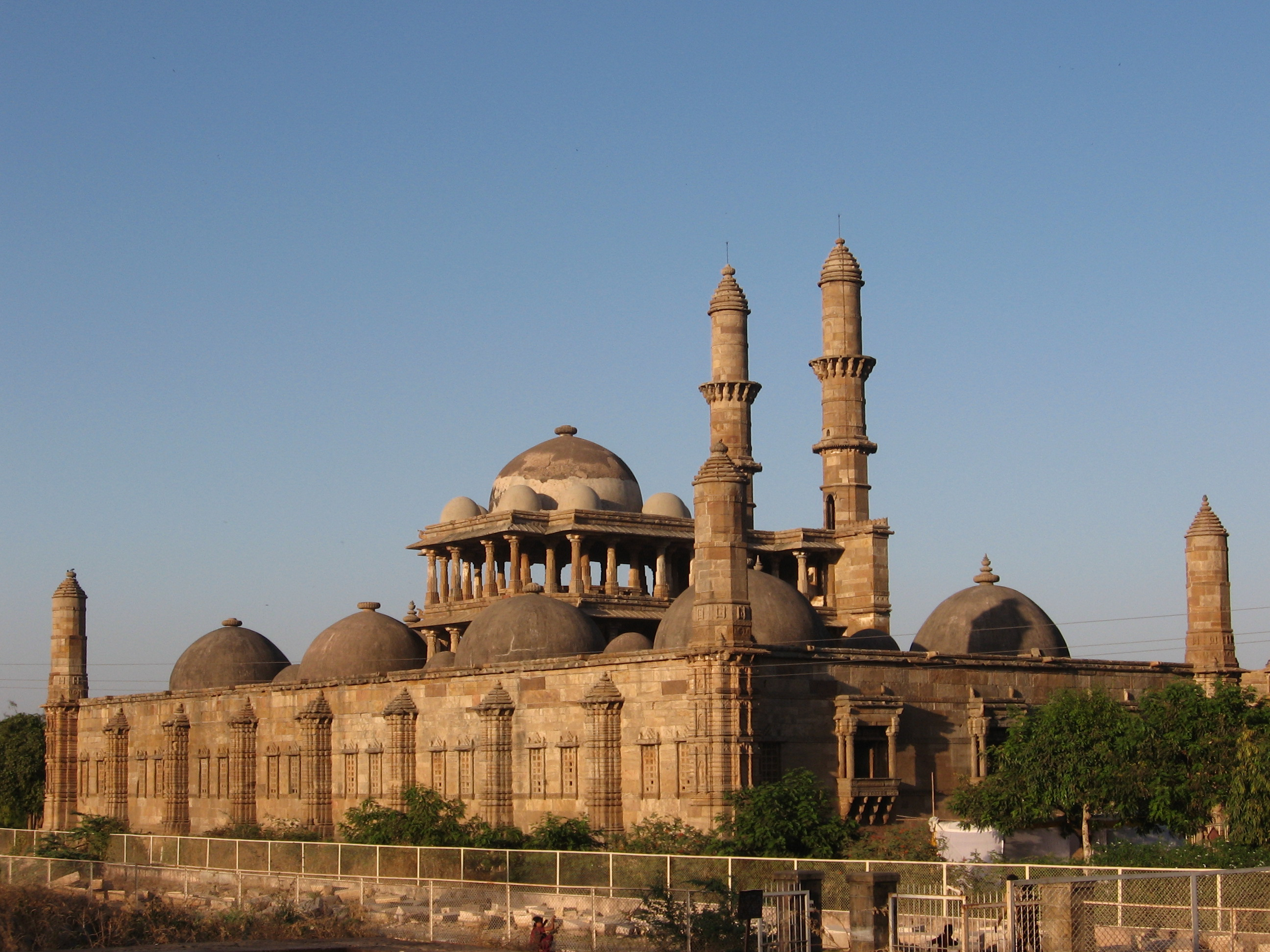
Mezquita de la Jami Masjid.

Mahmud Begada o Mahmud Xah Y Begra (Baykara) Sayf al-Din (Ahmedabad, ? - Ahmedabad, 23 de noviembre de 1511) fue sultán de Guyarat. Era hijo de Muhammad Xah II Karim Gudjarati y hermanastro de Ahmad Xah II Kutb al-Din Gudjarati. Llevó el lakab Sayf al-Din y fue conocido como Begra, mote mogolizado más tarde y erróneamente como Baykara. Begra podría derivar de beg (con el diminutivo gujarati ra, así el pequeño beg) pero hay otras teorías.

## Historia
Los nobles proclamaron sultán (1458) a Dawud Khan Gudjarati, pero después se arrepintieron y lo depusieron al cabo de siete días y Fath Khan, de 13 años, que era el heredero inicialmente designado, fue entronizado como Mahmud Xah. Hizo fracasar una conspiración para derrocarlo y reinó con gran acierto durante 54 años. Características de este rey fueron: su bigote tan largo que se lo podía anudar a la nuca; su gran corpulencia y hambre; que estaba inmunizado contra el veneno por la ingestión de pequeñas dosis progresivamente; que introdujo numerosos árboles frutales en el país; que protegía a las familias de sus soldados muertos concediendo tierras como jagirs especiales por su mantenimiento, y les daba personalmente el pésame. 
Hizo la guerra contra Malwa e intervino para impedir una tentativa de este reino contra los dominios del sultán bahmànida menor de edad Nizam Xah. En 1464 apoyó a Uthman Khan de Jalor en la lucha por la sucesión y facilitó la extensión de sus dominios al sur de Rajasthan extendiendo así el islam, y le dio el título de Zubdat al-Mulk.
En 1465 un ejército de Guyarat conquistó a sus reyes hindúes los fuertes de Bharot, Parnera y Daman (Damao); la colonia de los parsis a Sandjan fue destruida. Entre 1467 y 1470 venció a los rajputs de Junagarh y les arrebató la fortaleza de Girnar; el raja adoptó el islam y Mahmud embelleció la ciudad de Junagarh, donde quedó por un tiempo (hasta 1473), preparando la ciudad como centro de difusión del islam hacia la península de Sorath, y la rebautizó como Mustafabad; en la ciudad se establecieron sayyidas y teólogos y se creó una fábrica de moneda, siendo convertida en capital de provincia (thanadar), y designando como fawjdar (gobernador general) a Djamal al-Din con el título de Muhafiz Khan. 
Desde Mustafabad dirigió dos expediciones en 1471 hacia el Sind y el Kunch, capturando a los cabecillas de los bandidos de esas zonas, que fueron enviados a Mustafabad para ser instruidos en el islam. Después atacó la villa santa hindú y el templo de Dwarka, porque los peregrinos musulmanes eran atacados por piratas que tenían como base esta ciudad; Dwarka fue saqueada junto con la vecina Bet.
Volvió a Ahmedabad en 1473 y durante nueve años no hizo ninguna nueva gran expedición militar; construyó entonces una ciudad llamada Mahmudabad a 30 km al sudeste de Ahmedabad. En noviembre de 1480, mientras hacía una visita a Mahmudabad, hubo un intento de golpe de Estado palaciego para poner en el trono a su hijo Ahmad, que fue sofocada gracias a su wazir y a Muhafiz Khan, el gobernador de Mustafabad; se sospecha que el mismo sultán inspiró la conspiración para eliminar a su hijo Ahmad de la sucesión; el cargo de heredero presunto pasó a su hijo Khalil.
Poco después (diciembre de 1482) inició la segunda gran guerra contra un monarca hindú, el de Champaner; su sede, la fortaleza de Pawagarh, fue asediada durante casi dos años y finalmente fue conquistada (verano de 1484). El raja rehusó públicamente aceptar el islam y fue ejecutado. 
Mahmud, satisfecho del clima de la ciudad de Champaner, se estableció y la fortificó y la declaró nueva capital con el nombre de Muhammadabad; se creó una fábrica de moneda y quedó como capital hasta el final de su reinado.
Entre 1491 y 1494 un noble fugitivo de la corte bahmánida, Bahadur Gilani, se estableció en Dabhol y se puso al frente por un lado de piratas empezando a atacar varios puertos como Khambayat y Mahim; finalmente Mahmud decidió atacarlo por mar y pidió la ayuda de los bahmànides por tierra; en la lucha que siguió Gilani murió.
En 1498 Adil Khan II de Khandesh, después de varias victorias sobre algunas rajas hindúes, se declaró independiente de Guyarat del que era tributario, y dejó de pagar el tributo establecido y en consecuencia Mahmud de Guyarat invadió el reino en dirección al río Tapti y le obligó a aceptar un acuerdo honorable, por el cual pagó los tributos atrasados. A la muerte de Adil Khan II el 28 de septiembre de 1501, Guyarat fue uno de los estados que intervinieron en las luchas sucesorias y apoyó a Daud Khan. En 1508 Alam Khan, con el apoyo de Berar y Ahmadnagar, fue proclamado soberano de Khandesh. Guyarat se opuso y Mahmud Xah invadió el país en apoyo de otro Alam Khan, homónimo por lo tanto de su rival, bisnieto de Malik Iftikar Hasan (hijo del fundador de la dinastía farúquida, Malik Mana Ahmad). El Alam Khan protegido de Guyarat entró a Thalner y Alam Khan protegido de Ahmadnagar huyó hacia Burhanpur (noviembre-diciembre de 1508). En abril de 1509, derrotadas las fuerzas de Nizam Xah de Ahmadnagar y las leales a su protegido Alam Khan, su homónimo protegido por Guyarat fue entronizado como Adil Khan III. 